# The Big L.
A The Big L. című dal a svéd Roxette duó 1991. augusztus 28-án megjelent 3. kimásolt kislemeze a Joyride című stúdióalbumról. A dal Belgiumban, Írországban, Svédországban Top10-es sláger volt, valamint a legjobban szereplő slágerlistás dal a Joyride című albumról. A dal számos országban benne volt a legjobb 20 között. A dal Észak-Amerikában nem jelent meg kislemezen.

## Megjelenések
Minden dalt Per Gessle írt.
- 7" & MC Single  Európai Unió EMI 1364347 ·  Egyesült Királyság EMI EM204

1. "The Big L." – 4:29
2. "One Is Such a Lonely Number" (Demo, September 1987) – 3:33

- 12"  Európai Unió 1364346

1. "The Big L." (The Bigger, The Better Mix) – 6:17
2. "The Big L." – 4:29
3. "One Is Such a Lonely Number" (Demo) – 3:33

- CD Single  Európai Unió 1364342

1. "The Big L." – 4:29
2. "One Is Such a Lonely Number" (Demo) – 3:33
3. "The Big L." (The Bigger, The Better Mix) – 6:17
4. "The Big L." (US Mix) – 4:35

## Slágerlista
| Slágerlista (1991)                    | Legjobb helyezések |
| ------------------------------------- | ------------------ |
| Ausztrália (ARIA)                     | 20                 |
| Ausztria (Ö3 Austria Top 40)          | 11                 |
| Belgium (Ultratop 50 Flanders)        | 9                  |
| Finland (Suomen virallinen lista)     | 11                 |
| Franciaország (Single Top 100)        | 24                 |
| Németország (Media Control Charts)    | 13                 |
| Írország (IRMA)                       | 9                  |
| Hollandia (Top 40)                    | 14                 |
| Hollandia (Single Top 100)            | 15                 |
| Új-Zéland (Recorded Music NZ)         | 34                 |
| Poland Airplay (ZPAV)                 | 14                 |
| Spain (AFYVE)                         | 14                 |
| Svédország (Sverigetopplistan)        | 10                 |
| Svájc (Schweizer Hitparade)           | 13                 |
| Egyesült Királyság (UK Singles Chart) | 21                 |

| Slágerlista (1991)                  | Helyezés |
| ----------------------------------- | -------- |
| Belgian Singles (Ultratop Flanders) | 65       |
| German Singles (GfK)                | 96       |